# Carlos Yulo
Carlos Edriel Yulo (né le 16 février 2000 à Manille) est un gymnaste artistique philippin.

## Biographie
Carlos Edriel Poquiz Yulo est né le 16 février 2000 à Manille, aux Philippines. Il est le deuxième d'une fratrie de quatre. Sa sœur aînée, Joriel, est membre de l'équipe de gymnastique de l'université nationale, et ses frères et sœurs cadets, Karl Jahrel Eldrew Yulo et Elaiza Andriel Yulo, sont également gymnastes. Yulo a grandi en regardant les gymnastes philippins s'entraîner et concourir au Rizal Memorial Sports Complex à Malate. Il a commencé à s'entraîner à la gymnastique à l'âge de sept ans, lorsque son grand-père, Rodrigo Frisco, l'a vu faire des acrobaties sur une aire de jeux locale et l'a amené à l'Association de gymnastique des Philippines (GAP) pour s'entraîner.
En 2016, Yulo a accepté une offre de l'Association olympique japonaise pour s'entraîner au Japon dans le cadre d'un programme de bourses. Après avoir déménagé au Japon, Yulo a poursuivi ses études à l'Université Teikyo à Itabashi, Tokyo, et a obtenu son diplôme en 2022 avec un diplôme associé en littérature.

## Carrière
Lors des Championnats du monde 2018 à Doha, il remporte la médaille de bronze au sol. Ce faisant, il devient le premier gymnaste d'Asie du Sud-Est à remporter une médaille à ce niveau. L'année suivante à Stuttgart, il remporte la médaille d'or. Il réédite cette performance aux Championnats du monde 2021 à Kitakyūshū, où il remporte également la médaille d'argent aux barres parallèles.
Aux Jeux olympiques de Tokyo il termine au pied du podium à l'occasion de la finale du saut de cheval. Trois ans plus tard il remporte l'Or olympique à Paris au sol et au saut de cheval.

## Palmarès

### Championnats du monde
- Doha 2018
  -  médaille de bronze au sol
- Stuttgart 2019
  -  médaille d'or au sol
- Kitakyūshū 2021
  -  médaille d'or au saut de cheval
  -  médaille d'argent aux barres parallèles
- Liverpool 2022
  -  médaille d'argent au saut de cheval
  -  médaille de bronze aux barres parallèles

### Jeux Olympiques
- Paris 2024
  -  médaille d'or au sol (gymnastique)
  -  médaille d'or au saut de cheval (gymnastique)